# Världsmästerskapen i simsport 1998
Världsmästerskapen i simsport 1998 var de 8:e världsmästerskapen i simsport och arrangerades i Perth, Australien mellan 8 januari och 17 januari 1998. Tävlingar i tävlingssimning, simhopp, öppet vatten-simning, vattenpolo och konstsim hölls.
Till dessa mästerskap lades åtta nya grenar till på tävlingsprogrammet. I simhopp var synchro-hoppning 3 meter och 10 meter för herrar och damer nya grenar. I öppet vatten-simning var 25 kilometer för herrar och damer samt två mix-tävlingar över 5 och 25 kilometer nya grenar.  

## Medaljfördelning
Värdnation 
| Pl.   | Nation         | Guld | Silver | Brons | Totalt |
| ----- | -------------- | ---- | ------ | ----- | ------ |
| 1     | USA            | 17   | 6      | 9     | 32     |
| 2     | Ryssland       | 11   | 3      | 3     | 17     |
| 3     | Australien     | 7    | 8      | 10    | 25     |
| 4     | Kina           | 6    | 8      | 4     | 18     |
| 5     | Ukraina        | 3    | 1      | 0     | 4      |
| 6     | Italien        | 2    | 2      | 2     | 6      |
| 7     | Tyskland       | 1    | 7      | 6     | 14     |
| 8     | Nederländerna  | 1    | 4      | 3     | 8      |
| 9     | Frankrike      | 1    | 4      | 1     | 6      |
| 10    | Ungern         | 1    | 1      | 2     | 4      |
| 11    | Spanien        | 1    | 1      | 0     | 2      |
| 12    | Belgien        | 1    | 0      | 0     | 1      |
| 12    | Costa Rica     | 1    | 0      | 0     | 1      |
| 14    | Japan          | 0    | 4      | 4     | 8      |
| 15    | Slovakien      | 0    | 2      | 1     | 3      |
| 16    | Kanada         | 0    | 1      | 3     | 4      |
| 17    | Sverige        | 0    | 1      | 1     | 2      |
| 18    | Storbritannien | 0    | 0      | 2     | 2      |
| 19    | Puerto Rico    | 0    | 0      | 1     | 1      |
| 19    | Argentina      | 0    | 0      | 1     | 1      |
| 19    | Jugoslavien    | 0    | 0      | 1     | 1      |
| Total | Total          | 53   | 53     | 54    | 160    |

## Resultat

### Konstsim[1]
| Gren         | Guld                                   | Silver                           | Brons                                   |
| Individuellt | Olga Sedakova Ryssland                 | Virginie Dedieu Frankrike        | Miya Tachibana Japan                    |
| Par          | Ryssland Olga Sedakova Olga Brusnikina | Japan Miya Tachibana Miho Takeda | Frankrike Virginie Dedieu Myriam Lignot |
| Lag          | Ryssland                               | Japan                            | USA                                     |

### Simhopp[2]

#### Herrar
| Gren        | Guld                       | Silver                                   | Brons                                     |
| 1m          | Zhuocheng Yu Kina          | Troy Dumais USA                          | Holger Schlepps Tyskland                  |
| 3m          | Dmitri Sautin Ryssland     | Yilin Zhou Kina                          | Vassili Lisovski Ryssland                 |
| 10m         | Dmitri Sautin Ryssland     | Tian Liang Kina                          | Jan Hempel Tyskland                       |
| Synchro 3m  | Kina Hao Xu Zhuocheng Yu   | Tyskland Alexander Mesch Holger Schlepps | Australien Dean Pullar Shannon Roy        |
| Synchro 10m | Kina Tian Liang Sun Shuwei | Tyskland Jan Hempel Michael Kühne        | Ryssland Igor Lukasjin Aleksandr Varlamov |

#### Damer
| Gren        | Guld                                   | Silver                    | Brons                         |
| 1m          | Irina Lasjko Ryssland                  | Vera Ilyjnia Ryssland     | Zhang Jing Kina               |
| 3m          | Julija Pachalina Ryssland              | Jingjing Guo Kina         | Chantelle Michell Australien  |
| 10m         | Olena Zjupina Ukraina                  | Yuyan Cai Kina            | Li Chen Kina                  |
| Synchro 3m  | Ryssland Julija Pachalina Irina Lasjko | Kina Lang Rao Rongiuan Li | USA Tracy Bonner Kathy Pesek  |
| Synchro 10m | Ukraina Olena Zjupina Svitlana Serbina | Kina Yuyan Cai Li Chen    | USA Kristin Link Lindsay Long |

### Simning[3]

#### Herrar
| Gren            | Guld                                                             | Silver                                                                                    | Brons                                                                   |
| 50 m frisim     | Bill Pilczuk USA                                                 | Aleksandr Popov Ryssland                                                                  | Michael Klim Australien Ricardo Busquets Puerto Rico                    |
| 100 m frisim    | Aleksandr Popov Ryssland                                         | Michael Klim Australien                                                                   | Lars Frölander Sverige                                                  |
| 200 m frisim    | Michael Klim Australien                                          | Massimiliano Rosolino Italien                                                             | Pieter van den Hoogenband Nederländerna                                 |
| 400 m frisim    | Ian Thorpe Australien                                            | Grant Hackett Australien                                                                  | Paul Palmer Storbritannien                                              |
| 1500 m frisim   | Grant Hackett Australien                                         | Emiliano Brembilla Italien                                                                | Daniel Kowalski Australien                                              |
| 100 m ryggsim   | Lenny Krayzelburg USA                                            | Mark Versfeld Kanada                                                                      | Stev Theloke Tyskland                                                   |
| 200 m ryggsim   | Lenny Krayzelburg USA                                            | Ralf Braun Tyskland                                                                       | Mark Versfeld Kanada                                                    |
| 100 m bröstsim  | Frédérik Deburghgraeve Belgien                                   | Zeng Qiliang Kina                                                                         | Kurt Grote USA                                                          |
| 200 m bröstsim  | Kurt Grote USA                                                   | Jean-Christophe Sarnin Frankrike                                                          | Norbert Rózsa Ungern                                                    |
| 100 m fjärilsim | Michael Klim Australien                                          | Lars Frölander Sverige                                                                    | Geoff Huegill Australien                                                |
| 200 m fjärilsim | Denys Silantiyev Ukraina                                         | Franck Esposito Frankrike                                                                 | Tom Malchow USA                                                         |
| 200 m medley    | Marcel Wouda Nederländerna                                       | Xavier Marchand Frankrike                                                                 | Ron Karnaugh USA                                                        |
| 400 m medley    | Tom Dolan USA                                                    | Marcel Wouda Nederländerna                                                                | Curtis Myden Kanada                                                     |
| 4×100 m frisim  | USA Scott Tucker Neil Walker Jon Olsen Gary Hall, Jr.            | Australien Adam Pine Richard Upton Michael Klim Chris Fydler                              | Ryssland Roman Yegorov Denis Pimankov Vladislav Kulikov Aleksandr Popov |
| 4×200 m frisim  | Australien Daniel Kowalski Grant Hackett Michael Klim Ian Thorpe | Nederländerna Pieter van den Hoogenband Mark van der Zijden Martijn Zuijdweg Marcel Wouda | Storbritannien Paul Palmer Gavin Meadows Andrew Clayton James Salter    |
| 4×100 m medley  | Australien Matt Welsh Phil Rogers Michael Klim Chris Fydler      | USA Lenny Krayzelburg Kurt Grote Neil Walker Gary Hall, Jr.                               | Ungern Attila Czene Norbert Rózsa Péter Horváth Attila Zubor            |

#### Damer
| Gren            | Guld                                                                      | Silver                                                                     | Brons                                                              |
| 50 m frisim     | Amy Van Dyken USA                                                         | Sandra Völker Tyskland                                                     | Ying Shan Kina                                                     |
| 100 m frisim    | Jenny Thompson USA                                                        | Martina Moravcová Slovakien                                                | Ying Shan Kina                                                     |
| 200 m frisim    | Claudia Poll Costa Rica                                                   | Martina Moravcová Slovakien                                                | Julia Greville Australien                                          |
| 400 m frisim    | Chen Yan Kina                                                             | Brooke Bennett USA                                                         | Dagmar Hase Tyskland                                               |
| 800 m frisim    | Brooke Bennett USA                                                        | Diana Munz USA                                                             | Kirsten Vlieghuis Nederländerna                                    |
| 100 m ryggsim   | Lea Loveless-Maurer USA                                                   | Mai Nakamura Japan                                                         | Sandra Völker Tyskland                                             |
| 200 m ryggsim   | Roxana Maracineanu Frankrike                                              | Dagmar Hase Tyskland                                                       | Mai Nakamura Japan                                                 |
| 100 m bröstsim  | Kristy Kowal USA                                                          | Helen Denman Australien                                                    | Lauren van Oosten Kanada                                           |
| 200 m bröstsim  | Ágnes Kovács Ungern                                                       | Kristy Kowal USA                                                           | Jenna Street USA                                                   |
| 100 m fjärilsim | Jenny Thompson USA                                                        | Ayari Aoyama Japan                                                         | Petria Thomas Australien                                           |
| 200 m fjärilsim | Susie O'Neill Australien                                                  | Petria Thomas Australien                                                   | Misty Hyman USA                                                    |
| 200 m medley    | Wu Yanyan Kina                                                            | Chen Yan Kina                                                              | Martina Moravcová Slovakien                                        |
| 400 m medley    | Chen Yan Kina                                                             | Yana Klotjkova Ukraina                                                     | Yasuko Tajima Japan                                                |
| 4×100 m frisim  | USA Lindsey Farella Barbara Bedford Amy van Dyken Jenny Thompson          | Tyskland Sandra Völker Franziska van Almsick Simone Osygus Katrin Meissner | Australien Sarah Ryan Rebecca Creedy Angela Kennedy Susie O'Neill  |
| 4×200 m frisim  | Tyskland Franziska van Almsick Dagmar Hase Silvia Szalai Kerstin Kielgass | USA Cristina Teuscher Lindsay Benko Brooke Bennett Jenny Thompson          | Australien Julia Greville Anna Windsor Petria Thomas Susie O'Neill |
| 4×100 m medley  | USA Lea Loveless-Maurer Kristy Kowal Amy van Dyken Jenny Thompson         | Australien Meredith Smith Helen Denman Petria Thomas Susie O'Neill         | Japan Mai Nakamura Masami Tanaka Ayari Aoyama Sumika Minamoto      |

### Vattenpolo[4]
| Turnering       | Guld    | Silver        | Brons       |
| Herrar detaljer | Spanien | Ungern        | Jugoslavien |
| Damer detaljer  | Italien | Nederländerna | Australien  |

### Öppet vatten-simning[5]

#### Herrar
| Gren | Guld                     | Silver              | Brons                      |
| 5km  | Aleksej Akatjev Ryssland | Ky Hurst Australien | Luca Baldini Italien       |
| 25km | Aleksej Akatjev Ryssland | David Meca Spanien  | Gabriel Chaillou Argentina |

#### Damer
| Gren | Guld            | Silver                       | Brons                        |
| 5km  | Erica Rose USA  | Edith van Dijk Nederländerna | Peggy Büchse Tyskland        |
| 25km | Tobie Smith USA | Peggy Büchse Tyskland        | Edith van Dijk Nederländerna |

#### Mix
| Gren | Guld                                                        | Silver                                                     | Brons                                               |
| 5km  | USA John Flanagan Austin Ramirez Erica Rose                 | Ryssland Aleksej Akatjev Jevgenij Bezrutjenko Olga Gouseva | Italien Luca Baldini Fabio Venturi Valeria Casprini |
| 25km | Italien Claudio Cargaro Fabrizio Pescatori Valeria Casprini | Australien Grant Robinson Mark Saliba Tracey Knowles       | USA Tobie Smith Nathan Stooke Chuck Wiley           |